# Rollkommando
Als Rollkommando wurde ursprünglich eine motorisierte („rollende“) Militär- oder Polizeistreife bezeichnet.
Im NS-Staat und in den von ihm besetzten Gebieten wurden Rollkommandos oft skrupellos zum Machterhalt und zur Terrorisierung und Ermordung der Bevölkerung eingesetzt (siehe Rollkommando Hamann). SA- und SS-Rollkommandos schlugen immer schnell, überfallartig und gewalttätig zu. Im weiteren Sinn bezeichnet der Begriff daher auch „eine gedungene Schlägertruppe“ im Bereich der organisierten Kriminalität.
Im polizeilich-militärischen Bereich wird der Begriff deshalb nicht mehr verwendet. Auch wegen der fortgeschrittenen Motorisierung und Spezialisierung sind andere Bezeichnungen üblich (Spezialeinheiten).